# Publio Decio Mure (console 340 a.C.)
Publio Decio Mure (in latino: Publius Decius Mus; ... – 340 a.C.) è stato un politico e condottiero romano.

## Biografia
Tribuno militare nel 343 a.C., grazie ad un audace stratagemma, salvò dai Sanniti l'esercito di Aulo Cornelio Cosso Arvina. Per questo suo atto di eroismo, gli fu permesso di partecipare al trionfo dei consoli.
(Tito Livio, Ab Urbe condita libri, VII, 38.)
Fu eletto console nel 340 a.C. insieme al collega Tito Manlio Imperioso Torquato, nell'anno in cui ebbe inizio la guerra latina. Con l'altro console, arruolati gli eserciti, attraversando i territori dei Marsi e dei Peligni, per evitare quelli controllati dai Latini, arrivò nei pressi di Capua, dove i romani fecero base per le successive operazioni di guerra.
Tito Manlio, insieme al collega Decio Mure, condusse i Romani alla vittoria nella sanguinosa Battaglia del Vesuvio, dove l'altro console trovò la morte.

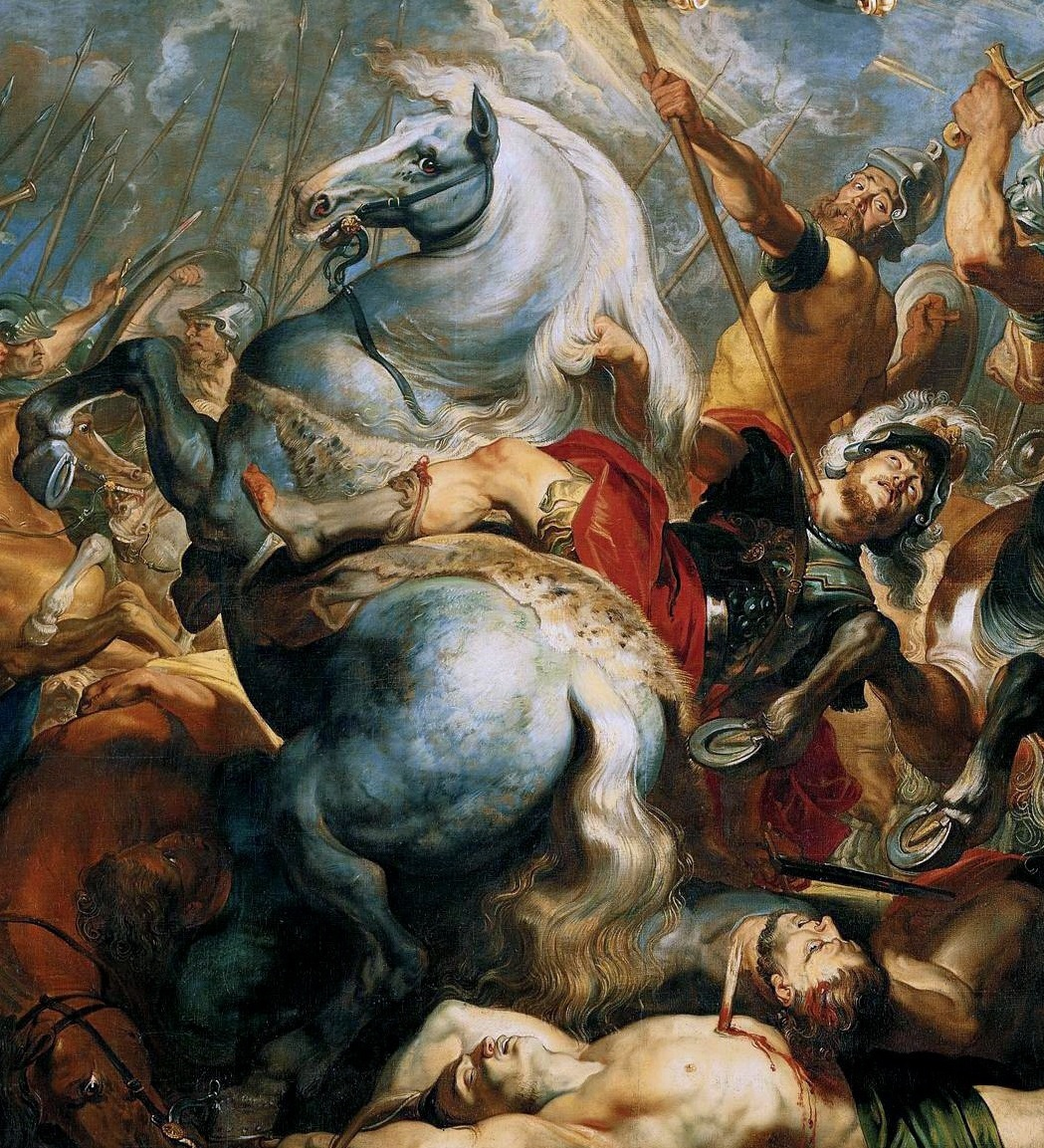
Dettaglio dalle Storie di Decio Mure di Peter Paul Rubens (1616-1618, Vienna)

Decio morì durante la battaglia del Vesuvio, facendo un atto di devotio, ovvero si immolò agli dèi Mani in cambio della vittoria, promessa dagli aruspici a condizione che uno dei due consoli si immolasse. Era questo l'atto della devotio, una forma speciale di voto agli dei.
(Tito Livio, Ab Urbe condita libri, VIII, 9)
Vestita la toga pretesta, Publio Decio Mure montò a cavallo tutto bardato per la battaglia e si lanciò furioso tra i nemici, bene in vista di fronte ad entrambi gli schieramenti combattenti. Dopo aver ucciso molti nemici, cadde a terra, abbattuto dai dardi e dalle schiere latine. Ma questo gesto, che i Romani consideravano rituale, diede ai suoi una tale fiducia ed un tale vigore che essi si gettarono tutti assieme nella battaglia ottenendo la vittoria ; fu poi ripetuto dal figlio omonimo nella battaglia del Sentino (295 a.C.) e anche per il nipote omonimo nella battaglia di Ascoli (279 a.C.).